# Ángeles Alvariño
María de los Ángeles Alvariño González (Ferrol, 3 de outubro de 1916 — San Diego, 29 de maio de 2005) foi uma zoóloga, oceanógrafa e professora galega, uma das pioneiras da pesquisa oceanográfica global. Destacou-se por descrever 22 novas espécies de zooplanctontes marinhos, pelo seu conhecimento dos quetognatas e por criar novos indicadores de condições marinhas.

## Biografia
Começou a sua carreira como pesquisadora no Instituto Espanhol de Oceanografia em Madrid e Vigo. Após, entrou para o Laboratório Marinho de Plymouth, na Inglaterra, onde tornou-se na primeira mulher a participar como cientista em uma expedição oceanográfica internacional, durante a expedição do navio britânico Sarsia, entre 1953 e 1954. Desde 1956 até o fim de sua carreira, continuou sua pesquisa nos Estados Unidos, no Instituto de Oceanografia Scripps e no Centro de Pesquisa em Pesca da NOAA.
Ángeles Alvariño recebeu a Medalha de Prata da Galiza em 1993, e foi escolhida pela Real Academia Galega de Ciências para comemorar o dia 1 de junho, o Dia da Ciência na Galiza, em 2015. O Instituto Espanhol de Oceanografia nomeou um navio em sua homenagem em 2012.